# Ellermühle (Landshut)
Ellermühle ist ein dörflich geprägter Gemeindeteil der kreisfreien Stadt Landshut im westlichen Teil des Stadtbezirks Münchnerau sowie auf der gleichnamigen Gemarkung Münchnerau.

## Geschichte
Die Ellermühle war eine Einödmühle am Klötzlmühlbach bei Gündlkofen. Sie gehörte seit jeher zum Gebiet der Stadt Landshut. Seit 1962 befindet sich hier der Verkehrslandeplatz Landshut-Ellermühle.  Das 1975 eröffnete Speedwaystadion Ellermühle ist das Stadion des Automobilclubs Landshut, welches für Speedwayrennen nationaler und internationaler Art Verwendung findet. Die Ellermühle ist heute auch ein beliebtes Ausflugsziel mit Biergarten.